# Abundâncio (conde)
Abundâncio (em latim: Abundantius) foi um oficial bizantino do século V, ativo no reinado do imperador Teodósio II (r. 408–450). Como conde do Egito, em 412 apoiou a reivindicação do arquidiácono de Alexandria Timóteo para suceder Teófilo I (r. 385–412) como bispo após sua morte em 15 de outubro.